# Carex acaulis
Carex acaulis är en halvgräsart som beskrevs av D'urv. Carex acaulis ingår i släktet starrar, och familjen halvgräs. Inga underarter finns listade i Catalogue of Life.